# 扭葉羽蘚
扭葉羽蘚（学名：Thuidium contortulum）为羽蘚科羽蘚屬下的一个种。

## 扩展阅读
- 維基物種上的相關：扭葉羽蘚